# Albert Daiber
Albert Daiber (* 26. September 1857 in Cannstatt; † 12. August 1928 in Santiago de Chile) war ein deutscher Chemiker, Arzt und Schriftsteller, der auch utopische Romane verfasste.

## Herkunft, Ausbildung frühe berufliche Tätigkeit
Daiber war der Sohn des Rektors der Cannstatter Realschule. Er studierte in Zürich Pharmazie und promovierte 1889. Er arbeitete als Lehrbeauftragter an der Universität Zürich, entschloss sich aber 1897 noch zu einem Studium der Medizin, das er 1900 abschloss. Er war in erster Ehe mit Marie Louise von Appenzeller verheiratet, die jedoch schon vor 1900 starb.

## Südseereisen, schriftstellerische Tätigkeit
1900 trat er eine Südseereise an, die ihn nach Australien und die deutschen Kolonien Neuguinea, Karolinen und Marianen führte. Offenbar befand er sich dabei in Begleitung seiner zweiten Ehefrau, Hildegard Heyne. Seine Reiseerlebnisse veröffentlichte er 1902 bei Teubner in Leipzig unter dem Titel Eine Australien- und Südseefahrt.
1905 veröffentlichte er seinen ersten utopischen Roman, Anno 2222. Ein Zukunftstraum. 1909 wanderte er nach Chile aus und war in Puerto Octay im Süden des Landes als Arzt tätig. 1910 erschien der erste Teil seines utopischen Romans Die Weltensegler, Drei Jahre auf dem Mars, dem 1914 der zweite Teil, Vom Mars zur Erde, folgte. Vermutlich dienten die beiden Romane, die eine pazifistische Tendenz aufweisen, 1917/18 als Vorlage für den dänischen Science-Fiction-Film Das Himmelsschiff.
Daiber war in Chile weiterhin als Arzt tätig und verstarb am 12. August 1928 in der chilenischen Hauptstadt Santiago de Chile.

## Werke (Auswahl)
- Eine Australien- und Südseefahrt, Teubner, Leipzig 1902
- Geschichten aus Australien, Teubner, Leipzig 1902
- Anno 2222 : ein Zukunftstraum, Strecker & Schröder, Stuttgart 1905, DNB 973981415
- Elf Jahre Freimaurer, Strecker & Schröder, Stuttgart 1906
- Mikroskopie der Harnsedimente: mit 130 Abb. auf 65 Taf. Wiesbaden, 2. umgeänderte u. verm. Aufl. 1906. Digitalisierte Ausgabe der Universitäts- und Landesbibliothek Düsseldorf
- Die Weltensegler, Teil 1: Drei Jahre auf dem Mars, Stuttgart 1910, Teil 2: Vom Mars zur Erde, Stuttgart 1914, Reprint Lüneburg (Dieter von Reeken Verlag) 2004, ISBN 978-3-8430-8920-3
- Zweiunddreißig Jahre unter Menschenfressern im australischen Busch, Enßlin und Laiblin, Reutlingen 1924, DNB 57906204X. Anm.: Hierbei handelt es sich um den Nachdruck einer Erzählung aus Daibers Geschichten aus Australien von 1902, deren Originaltitel lautete Zweiunddreißig Jahre unter den Wilden im australischen Busche.
- Juan Fernandez, der Seefahrer, Weise, Stuttgart um 1930, DNB 572839162
- Jenseits der Kordilleren (2 Erzählungen: Araucos einziger König & Rosario Rosales), Weise, Stuttgart 1930, DNB 572839170